# Eudaminae
De Eudaminae zijn een onderfamilie van vlinders in de familie van de dikkopjes (Hesperiidae).

## Entheini Grishin 2019
- Augiades Hübner, 1819
- Drephalys Watson, 1893
  - = Paradros Watson, 1893
  - = Paradrephalys Burns, 2000
- Entheus Hübner, 1819
  - = Peleus Swainson, 1831
  - = Brachycneme C. & R. Felder, 1862
  - = Brachycneme Herrich-Schäffer, 1869
- Hyalothyrus Mabille, 1878
  - = Lignyostola Mabille, 1888
  - = Mionectes Mabille, 1903 non Mionectes Cabanis, 1844 (Aves)
  - = Plagiothyrus Mabille & Boullet, 1919
  - = Onzis Lindsey, 1925
- Phanus Hübner, 1819
- Udranomia Butler, 1870
  - = Hydraenomia Butler, 1870
- Tarsoctenus Watson, 1893

## Phocidini Tutt, 1906
- Aurina Evans, 1937
- Bungalotis Watson, 1893
- Dyscophellus Godman & Salvin, 1893
  - = Dyscophus Burmeister, 1878 non Dyscophus Grandidier, 1872 (Amphibia)
- Emmelus O. Mielke & Casagrande, 2016
- Euriphellus G.T. Austin, 2008
- Nascus Watson, 1893
- Nicephellus G.T. Austin, 2008
- Phareas Westwood, 1852
  - = Grynopsis Watson, 1893
- Phocides Hübner, 1819
  - = Erycides Hübner, 1819
  - = Dysenius Scudder, 1872
- Porphyrogenes Watson, 1893
  - = Physalea Mabille, 1903
- Pseudonascus Austin, 2008
- Salantoia Grishin, 2019
- Salatis Evans, 1952
- Sarmientoia Berg, 1897

## Eudamini Mabille, 1877

### Eudamina Mabille, 1877
- Astraptes Hübner, 1819
  - = Telegonus Hübner, 1819
  - = Creteus Westwood, 1852
  - = Euthymele Mabille, 1878
  - = Teligonus Sharp, 1980
- Autochton Hübner, 1823
  - = Cecrops Hübner, 1818 non Cecrops Leach, 1816 (Copepoda)
  - = Rhabdoides Scudder, 1889
- Cecropterus Herrich-Schäffer, 1869
- Chioides Lindsey, 1921
- Epargyreus Hübner, 1819
  - = Eridamus Burmeister, 1875
- Narcosius Steinhauser, 1986
- Proteides Hübner, 1819
  - = Dicranaspis Mabille, 1878
- Spathilepia Butler, 1870
- Spicauda Grishin,, 2019
- Telegonus Hübner, 1819
- Urbanus Hübner, 1807
  - = Goniurus Hübner, 1819
  - = Lyroptera Plötz, 1881
  - = Eudamus Swainson, 1831

### Loboclina Grishin, 2019
- Aguna Williams, 1927
  - = Tmetocerus Poujade, 1895 non Tmetocerus Hartert, 1891 (Aves)
- Codatractus Lindsey, 1921
  - = Heteropia Mabille, 1889 non Heteropia Carter, 1886 (Porifera)
- Lobocla Moore, 1884
- Lobotractus Grishin,, 2019
- Ridens Evans, 1952
- Venada Evans, 1952
- Zestusa Lindsey, 1925
  - = Plestia Mabille, 1888 non Plestia Stål, 1870 (Hemiptera)
- Zeutus Grishin,, 2019

### Cephisina Grishin, 2019
- Cephise Evans, 1952

### Telemiadina Grishin, 2019
- Ectomis Mabille, 1878
  - = Basslerodea Bell, 1940
- Polygonus Hübner, 1825
  - = Acolastus Scudder, 1872 non Acolastus Gerstaecker, 1855 (Chrysomelidae)
  - = Nennius Kirby, 1902
- Telemiades Hübner, 1819

## Oileidini Grishin, 2019
- Oileides Hübner, 1825
  - = Ablepsis Watson, 1893

### Typhedanina Grishin, 2019
- Cogia Butler, 1870
  - = Phoedinus Godman & Salvin, 1894 non Phoedinus Guérin & Méneville, 1838 (Cerambycidae)
  - = Anaperus Mabille & Boullet, 1919 (nom. nov. voor Phoedinus) non Anaperus Troschel, 1844 (Acoela)
  - = Caicella Hemming, 1934
- Marela Mabille, 1903
- Nerula Mabille, 1888
- Oechydrus Watson, 1893
- Typhedanus Butler, 1870

## Niet meer in Eudaminae
- Achalarus Scudder, 1872
  - = Murgaria Watson, 1893
- Cabares Godman & Salvin, 1894
- Cabirus Hübner, 1819
  - = Brontiades Hübner, 1819
- Calliades Mabille & Boullet, 1912
- Chrysoplectrum Watson, 1893
- Heronia Mabille & Boullet, 1912
- Hypocryptothrix Watson, 1893
- Ocyba Lindsey, 1925
  - = Caecina Hewitson, 1868 non Caecina Stål, 1863 (Hemiptera)
- Paracogia Mielke, 1977
- Polythrix Watson, 1893
- Thessia Steinhauser, 1989
- Thorybes Scudder, 1872
  - = Lintneria Butler, 1877 non Lintneria Butler, 1876 (Sphingidae)
  - = Cocceius Godman & Salvin, 1894